# Печера Монастир-Чокрак
Печера Монастир-Чокрак (Су-Тешигі) — печера вертикально типу на Карабі-Яйлі в Криму, одна з найбільших розкритих шахт Криму. Розташована в східній частині нижнього плато на південь від вершини Іртиш. Протяжність — 510 м, глибина — 110 м, площа 4200 м², обсяг 77500 м³, висота входу 975 м, категорія складності 2А.
Печера загадкова вже своєю назвою, тому що ані слідів монастиря, ні ознак джерела (Чокрак в перекладі означає «джерело») виявити в околицях не вдалося. Кинувши в шахту камінь, ви встигнете дорахувати до десяти-п'ятнадцяти, перш ніж він досягне дна.
Вхід до печери розташований на східному краю плато Карабі і являє собою провал 10×15 м на дні карстової лійки. У 100 м від входу проходить дорога і є металевий вказівник. На південь від печери розташована вершина Іртиш.
Циліндрична вхідна шахта завглибшки 80 м з невеликим бічним ходом у верхній частині розкриває розгалужену систему галерей, які місцями розширюються в зали. Шахта закладена в товсто-шаруватих верхньоюрських вапняках. Одна з найбагатших шахт Карабі. У ній широко розвинені всілякі водні хемогенні відкладення, є повалені натічні колони діаметром до 5 м завдовжки до 25 м — результат землетрусів, що колись стрясали Крим. Тут знаходиться найбільша для кримських печер повалена (очевидно землетрусом) колона довжиною 8 м, діаметром 2,2 м і вагою 76 т. Головний зал печери і його численні відгалуження багато прикрашені всілякими натіканнями.
Печера відома місцевим жителям з початку XIX ст., досліджена в 1963 р. Комплексною карстовою експедицією АН УРСР (кер. В. М. Дублянський). У 1970-і рр. спелеологами станції юних туристів м. Севастополя (кер. В. П. Шарапов) відкрито продовження з чудовими натіканнями.
Монастир-Чокрак — одна з найглибших шахт Криму із суцільним схилом (80 м). Напевно, єдина шахта, яку в середині дня до самого дна освітлює сонце. Тоді вона являє собою захоплююче видовище.
Величезні зали шахти Монастир-Чокрак — це тільки частина великої карстової системи, що починається майже біля вершини Іртиш і простежена геофізичними методами більш ніж на 1 км на північ. Води в системі немає, і тільки після сніготанення та літньої конденсації заповнюються водою окремі ванночки.

## Нещасні випадки
Увечері 19 січня 2013 р. на  Водохрещу чотири туристи провалилися в печеру Монастир-Чокрак, в результаті надзвичайної події постраждали три людини і одна з них пізніше загинула — чоловік 1990 р.н.

## Ресурси Інтернету
- Пещера Монастырь-Чокрак (Су-Тешиги) [Архівовано 2 квітня 2015 у Wayback Machine.]
- Перелік класифікованих печер [Архівовано 4 серпня 2020 у Wayback Machine.]

## Виноски
1. ↑  Перелік класифікованих печер. Архів оригіналу за 4 серпня 2020. Процитовано 4 березня 2015.